# François Clément Moreau
François Clément Moreau (Parijs 17 oktober 1831 - Parijs 12 juni 1865) was een Franse beeldhouwer.
Er zijn geen directe familiale banden met de gekende beeldhouwersfamilie Moreau

## Biografie
François Clément Moreau kreeg zijn opleiding bij zijn vader Nicolas Moreau, een beeldhouwer uit Parijs, en studeerde daarna aan de Ecole des Beaux-Arts in Parijs onder ander in de ateliers van James Pradier en Charles Simart. 
Hij exposeerde voor het eerst op de Salon des Artistes français in 1853 met een buste. Hij nam opnieuw deel in 1857, 1859, 1861 en van 1863 tot 1865. In 1865 won hij een medaille met het werk Aristophanes.
In 1856 won hij de medaille voor schilder- en beeldhouwkunst van de Ecole Impériale et Spéciale des Beaux-Arts en kon hij een bijkomende opleiding volgen.
Hij signeerde gewoonlijk met F.C Moreau.  
Hij was gehuwd Zélie Dudoit en had een kind van 5 jaar, toen hij plots op 12 juni 1865 op 33-jarige leeftijd overleed.
Er werden verschillende initiatieven genomen om zijn vrouw en zoon te ondersteunen. Zo werd er een inzameling georganiseerd, die de krant Le Courrier artistique op 18 juni 1865 op de eerste pagina aankondigde. De Académie des Beaux Arts kende de weduwe Moreau de Lambert-prijs toe .
Sommige beelden in zijn oeuvre lijken goed op die van de bekende beeldhouwersfamilie Moreau. Hierdoor kan verwarring ontstaan met de beeldhouwer François Moreau. 

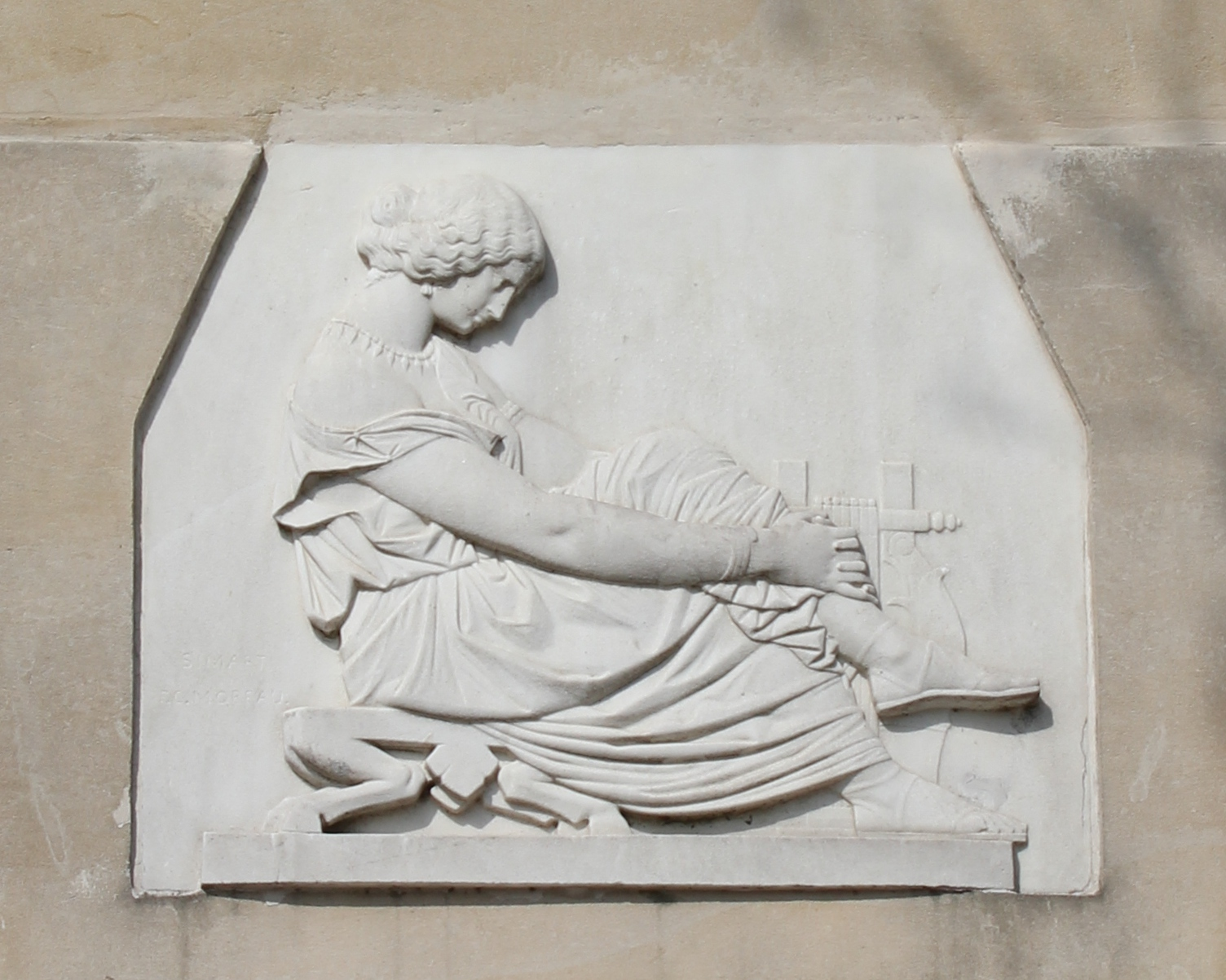
Pierre-Charles Simart en François-Clément Moreau: Sapho, bas-reliëf op het graf van Pradier, Parijs, begraafplaats Père-Lachaise.